# Balinka
Balinka là một thị trấn thuộc hạt Fejér, Hungary. Thị trấn này có diện tích 18,62 km², dân số năm 2010 là 977 người, mật độ 52 người/km².